# Barbara Spitz
Barbara Spitz (* 1954 in London) ist eine österreichische Schauspielerin, Sängerin und Autorin.

## Leben
Barbara Spitz wurde als Tochter eines Wiener Emigrantenehepaars in London geboren. Sie besuchte die Putney High School und studierte von 1971 bis 1975 am Alsager College der Keele University die Fächer „Drama“ und „Social and Community Studies“.
Sie arbeitete zunächst vier Jahre als Lehrerin, u. a. an Londoner „Brennpunktschulen“. Seit Mitte der siebziger Jahre war sie als Gitarristin und Sängerin in verschiedenen Londoner Pub- und Punkbands aktiv, u. a. bei Framed, The Elgin Marbles und in der Band von Dana Gillespie. 1977 ging sie mit den Sadista Sisters auf Tournee; außerdem gastierte sie im ehemaligen Quartier Latin Club in Berlin. Um ihren Lebensunterhalt zu verdienen, nahm sie zahlreiche Gelegenheitsjobs an. Sie arbeitete als Lichttechnik-Assistentin und Bühneninspizientin am Theater, als Assistentin eines Fotografen, als Nachtportier, als Haushalts- und Küchenhilfe, Babysitterin und als Kundenservice-Mitarbeiterin bei diversen Telefon-Hotlines.
1983 ging sie nach Wien, um unter der Leitung von Hans Gratzer am Schauspielhaus Wien die Rolle der Columbia in dem Musical The Rocky Horror Show zu übernehmen. Seither ist Wien ihr Lebensmittelpunkt. Dort spielte sie, unter Gratzers Regie, auch die Rolle der Schwester Agathe in dem Musical The Sound of Music (Spielzeit 1992/93). Es folgten zahlreiche Engagements an anderen Wiener Theatern, u. a. am Raimundtheater (als Miss Lynch in Grease, Regie: Michael Schottenberg), am Theater an der Wien (als Köchin Fanny in Intermezzo, Regie: Christof Loy, Spielzeit 2008/09, Premiere: Dezember 2008), am Volkstheater, am Metropol Wien, am Renaissancetheater (u. a. als Miss Umney in Das Gespenst von Canterville, Regie: Thomas Birkmeir, 1997) sowie am Theater der Jugend.
Bei den Salzburger Osterfestspielen 2012, und später auch bei den Sommerfestspielen, war sie der weibliche Lillas Pastia in der Oper Carmen in einer Inszenierung von Aletta Collins, die diese Figur als „lesbische Puffmutter“ anlegte. 2012 übernahm Barbara Spitz außerdem am Schauspiel Frankfurt eine Gastrolle als Sängerin im Schauspiel Der Kaufmann von Venedig (Inszenierung: Barrie Kosky). 2013 gastierte sie bei den Salzburger Festspielen als Frau Schnautz in Henry Masons Sommernachtstraum-Inszenierung. 2014 war sie beim Wiener Festival „Shakespeare in the Park Open Air“ in Pötzleinsdorf die Amme in Romeo und Julia. An der Komischen Oper Berlin spielt Barbara Spitz seit der Premiere im Dezember 2017 die Rolle der Heiratsvermittlerin Jente in der Anatevka-Inszenierung von Barrie Kosky.
Barbara Spitz gastierte außerdem beim Edinburgh Festival, am Sydney Opera House, am Het Muziektheater Amsterdam sowie in Luxemburg und arbeitete mit Regisseuren wie Adriana Altaras (Die Vagina-Monologe, Arena Berlin), Folke Braband und Thomas Jonigk zusammen.
Spitz wirkte auch in mehreren Kino- und TV-Produktionen mit. Sie hatte Gastrollen u. a. in den österreichischen Fernsehserien Kommissar Rex, Schnell ermittelt (2010, als Inhaberin einer Model-Agentur) und SOKO Donau. In dem ZDF-„Herzkino“-Film Ein Sommer in Oxford, der im Oktober 2018 erstausgestrahlt wurde, spielte Spitz, an der Seite von Mira Bartuschek, die Pensionsinhaberin Molly Robinson.
Neben ihrer Arbeit als Schauspielerin verfasst Spitz auch selbst Drehbücher und führt Regie. Für die Produktion des Musicals Hair an den Vereinigten Bühnen Wien (März 2001–Juni 2002) zeichnete sie für die Texte und Dialoge verantwortlich; sie schrieb das Drehbuch und führte Regie bei dem von ihr verfassten Musical Hotline to Heaven (DE, Mai 1998, Schauspielhaus Wien) und war Co-Autorin des Stückes Hinter Gitti, einer Frauenknast-Parodie, das 2004 am Brut Wien aufgeführt wurde.
Barbara Spitz lebt als freie Schauspielerin, Übersetzerin, Sprecherin, Autorin und Musikerin in Wien.

## Filmografie
- 1985: Red Heat – Unschuld hinter Gittern (Kinofilm)
- 1988: Belle’s Paradise (Fernsehfilm)
- 1993: Muttertag (Kinofilm)
- 1997: Die Knickerbocker-Bande: Rätsel um das Schneemonster (Fernsehserie)
- 2000: Kommissar Rex: Eiskalt (Fernsehserie)
- 2016: SOKO Donau: Wir sind viele (Fernsehserie)
- 2017: Schnell ermittelt: Elsa Gorger (Fernsehserie)
- 2017: Baumschlager (Kinofilm)
- 2018: Der Trafikant (Kinofilm)
- 2018: Ein Sommer in Oxford (Fernsehreihe)
- 2024: What a Feeling (Kinofilm)